# Pont du Waterhoek

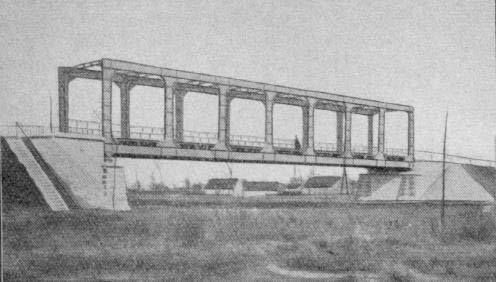
Le premier pont du Waterhoek, inauguré en 1906

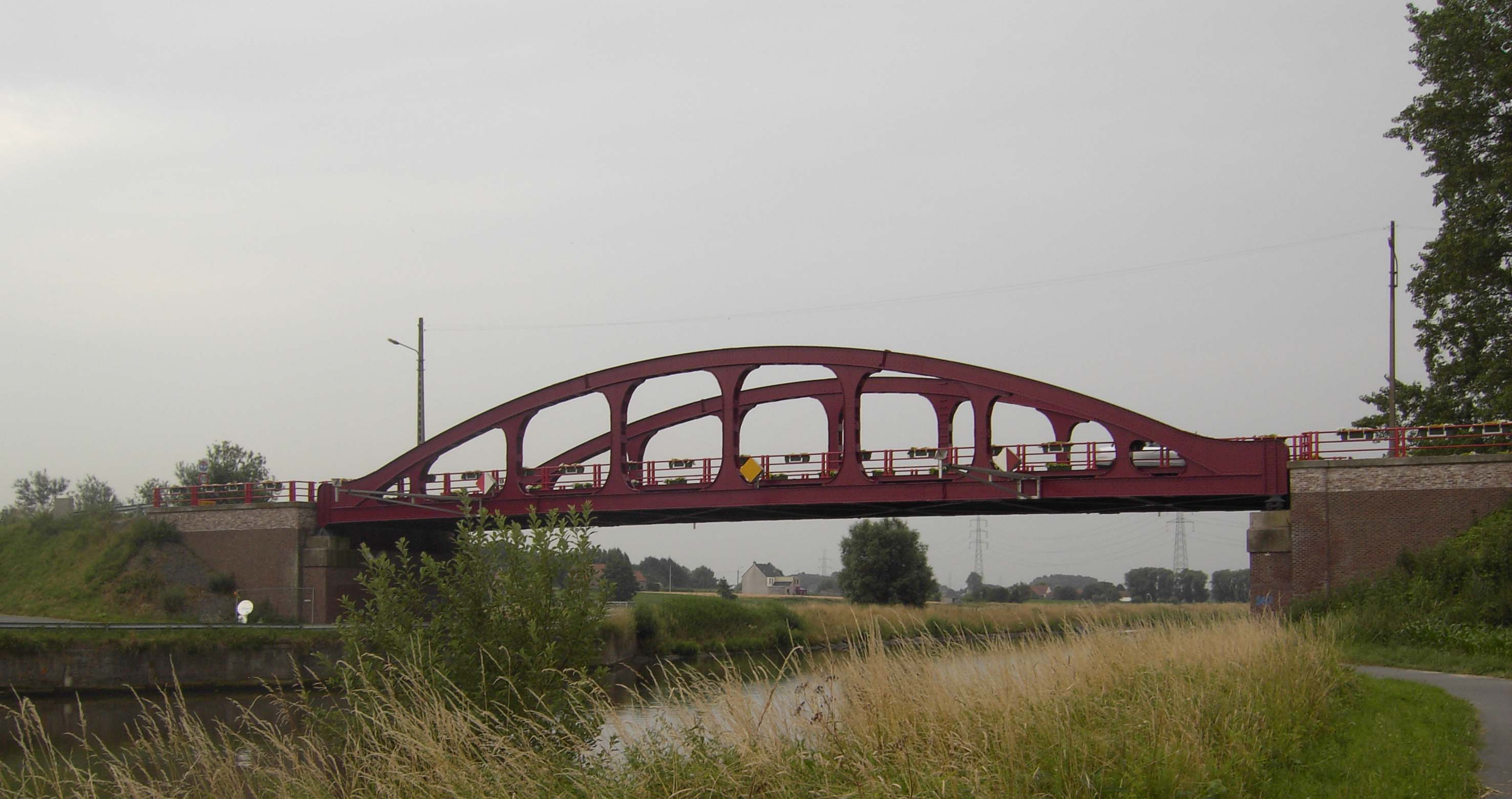
Le troisième pont du Waterhoek construit en 1950-1952 (photo prise en 2008)

NOTE : Cet article traite principalement du premier « pont du Waterhoek »
Le pont du Waterhoek est un pont de type Vierendeel situé sur le territoire de la commune belge d'Avelgem (province de Flandre-Occidentale), inauguré en 1906 et permettant de franchir l'Escaut.

## Fonction du pont
Le pont relie la section de commune de Rugge (Avelgem) à celle de Ruien (Kluisbergen), communes situées respectivement dans les provinces de Flandre-Occidentale et de Flandre-Orientale. Auparavant la traversée du fleuve s'effectuait par un bac.

## Conception du pont

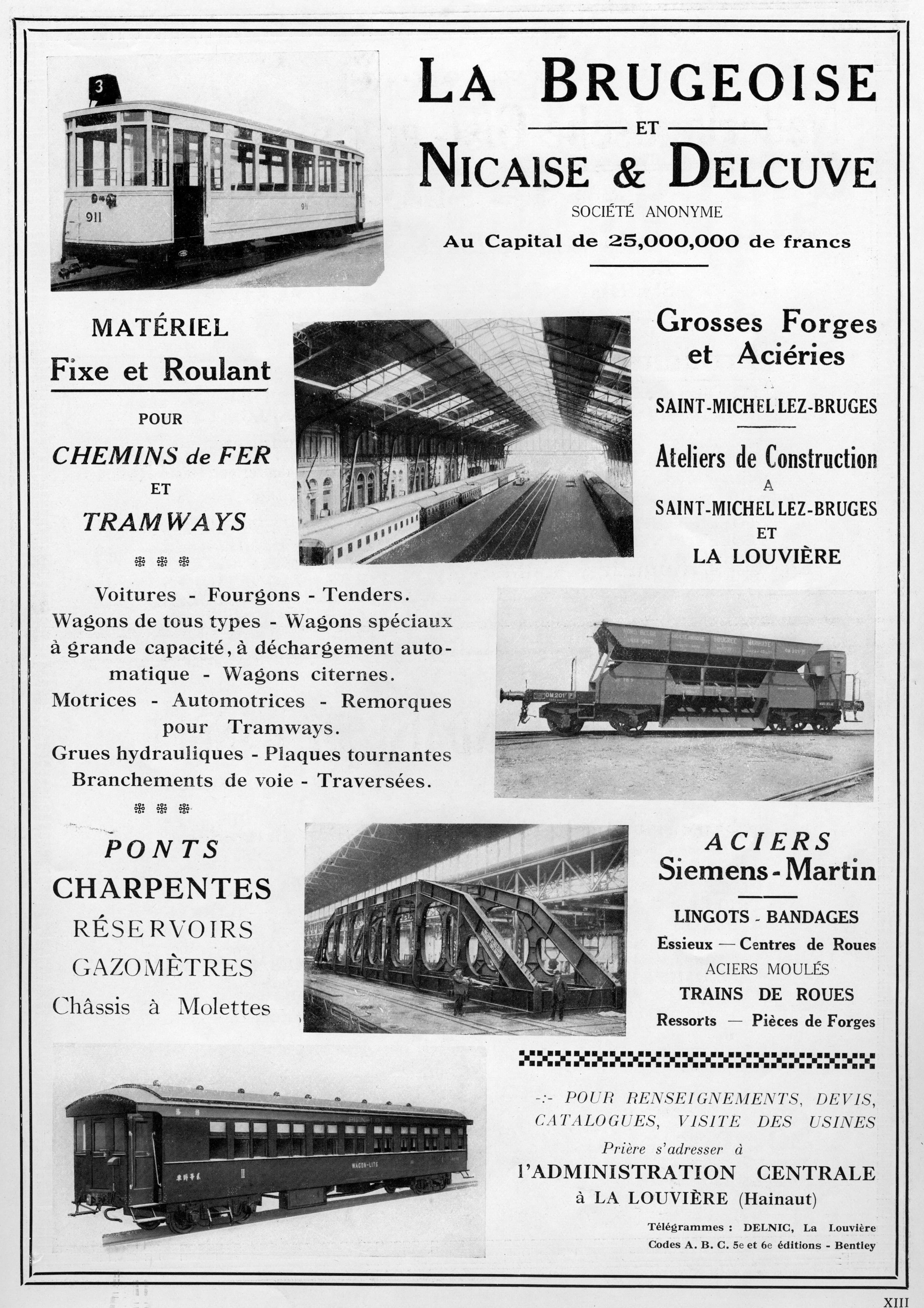
La Brugeoise, Nicaise et Delcuve
affiche publicitaire

Le pont du Waterhoek a été conçu par l'ingénieur Arthur Vierendeel, qui a donné son nom à ce type de pont, et est le premier pont de ce type jamais construit au monde. L'usine métallurgique ayant usiné les éléments du pont est La Brugeoise, Nicaise et Delcuve dans son usine à Bruges.

## Les destructions et reconstructions du pont
Le pont a été détruit par les Allemands au cours de la Première Guerre mondiale et fut reconstruit en 1921.
Au début de la Seconde Guerre mondiale, le 19 mai 1940, lors de la campagne des 18 jours, le pont a de nouveau été détruit. En 1947, il fut décidé de le reconstruire, mais cette fois-ci, ce serait un pont en arc. La construction, commencée en 1950, s'est terminée en 1952.

## Le pont en littérature et au cinéma
L'histoire de la construction du pont a servi d'inspiration pour Stijn Streuvels qui a publié son roman De teleurgang van den Waterhoek en 1927. L'ouvrage a été traduit en français sous le titre Le Déclin du Waterhoek.
À son tour, le livre de Stijn Streuvels a été adapté au cinéma par Fons Rademakers sur un scénario d'Hugo Claus. Le film devait initialement porter le titre Le Pont mais a finalement été dénommé Mira. Ce film, tourné en 1970 et sorti en 1971, n'a cependant pas été filmé au voisinage du pont du Waterhoek à Avelgem, mais à Berlare et à Appels. Les scènes du pont ont quant à elles été prises autour du pont tournant situé sur la Durme à Hamme (Flandre-Orientale). Ce pont, qui n'est pas un pont Vierendeel, a depuis été rebaptisé « pont Mira » en l'honneur de l’héroïne du film et est aujourd'hui classé.

## Données techniques
- Appellation : Pont du Waterhoek
- Type : Pont Vierendeel
- Année de construction : 1902
- Date de l'inauguration : dimanche 9 septembre 1906
- Portée : 42 mètres
- Constructeur : La Brugeoise et Nicaise & Delcuve
- Usage : Pont routier